# Katschhof
Het Katschhof is een centraal gelegen openbaar plein in de stad Aken. De naam is afgeleid van Kaxhoff, later Kackshoff of Katzhoff en is daarmee een aanduiding van de locatie van de voormalige schandpaal ("Katz" / "Kaks"). Tussen 1847 en 1902 werd de Katschhof ter ere van de Akense burgemeester Gerhard Chorus Chorusplatz genoemd, waarna het plein weer de oude historische naam terugkrijgt en de toelopende straat de naam Ritter-Chorus-Straße behoudt. Door de ligging tussen de Dom van Aken en het stadhuis van Aken alsook het naar een middeleeuwse plan gemodelleerd bebouwing, straalt het een bijzondere sfeer uit. Grote evenementen zoals concerten, wekelijkse markten, festivals en de Akense kerstmarkt vinden hier plaats.

## Geschiedenis

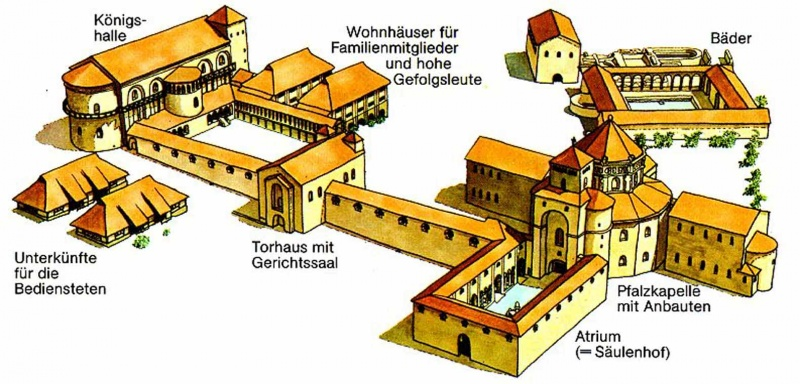
Model Akense koningspalts met links het rechthoekige plein en latere Katschhof

De stadsbebouwing rond het plein toont de vorming van de Akense koningspalts uit de tijd van Karel de Grote. Tegenwoordig komt de Katschhof overeen met de langwerpige rechthoek binnen het voormalige paltscomplex gelegen tussen de paltskapel, de latere Dom van Aken, en de Koningszaal, die midden in de 14e eeuw door Gerhard Chorus werd omgezet in het Stadhuis van Aken, en de westelijke stenen verbindingsgang en de oostelijke houten wandelgang. In het midden van het westelijke deel van het Katschhof bevond zich een porticus op de plaats van de huidige Ritter-Chorus-Straße en in de Karolingische periode als een keizerlijk gerechtsgebouw diende. Aan de oostelijke kant buiten de houten verbindingsgang sloot direct het gebied aan van de Romeinse baden, waar zich het badhuis van Karel de Grote, het Akense Keizerbad bevond.
Buiten de porticus, maar in het gezicht van deze, bevond zich het oude raadhuis, het zogenaamde Grashaus, die na de ombouw van de Aula Regia van de Akense koningspalts in het stadhuis van Aken, gebruikt werd als volksgerecht. Hier werden vele verdachten veroordeeld tot de schandpaal, die uiteindelijk binnen het gebied van het Akense koningspalts werd opgericht. De schandpaal had over het algemeen als naam, "de Kaks", een naam afkomstig van het Nederlandse woord "Kax" voor schandpaal, en die gaf daarmee het Katschhof zijn huidige naam. Tot omstreeks 1790 zal de schandpaal daar gestaan hebben.

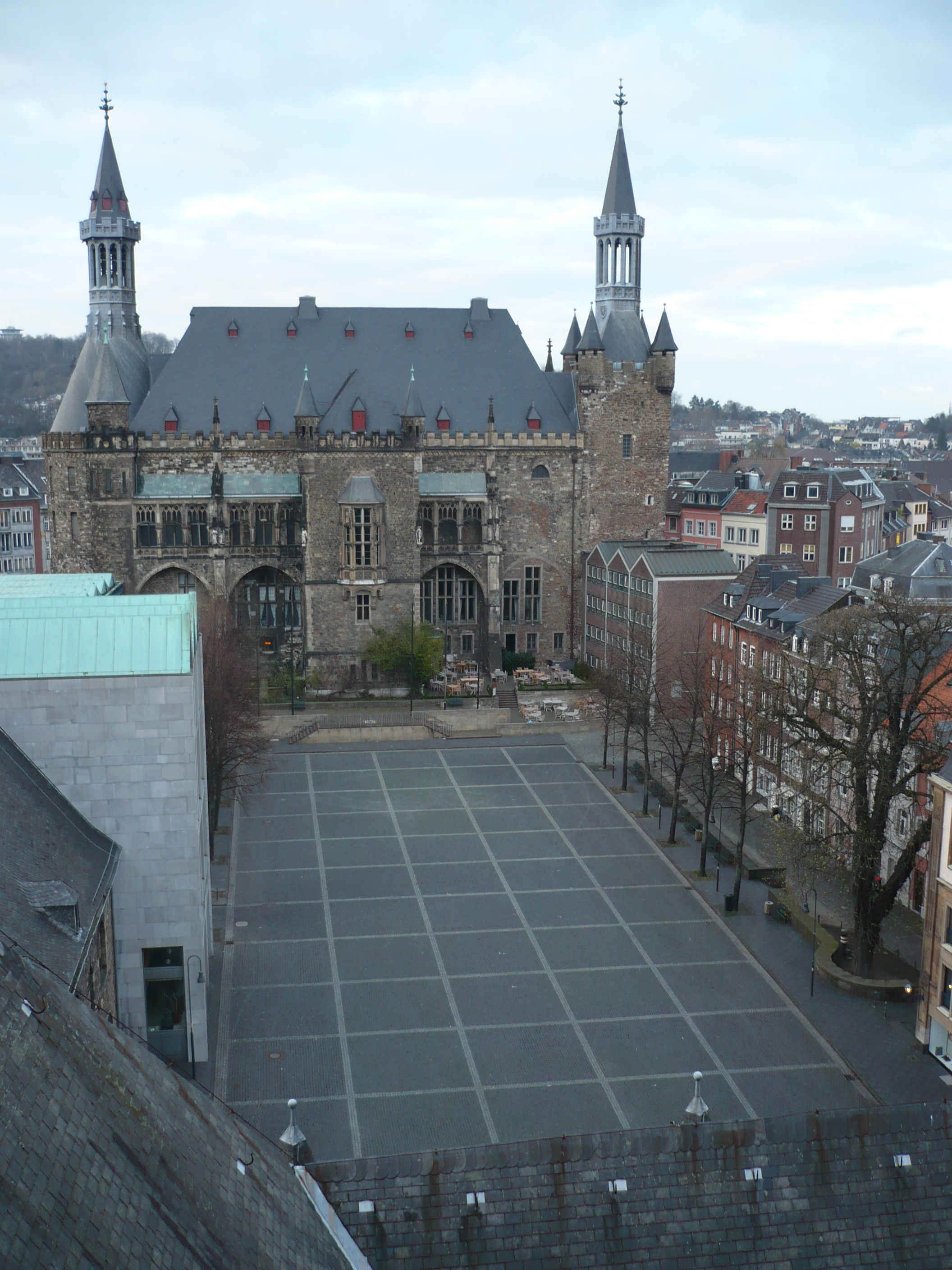
Blik vanaf de Dom over het Katschhof met zicht op het raadhuis

Men is vroeg begonnen met de wederopbouw van het Katschhof met woonhuizen en werkplaatsen op de plaats van de Akense koningspalts. Vanaf het begin van de 12e eeuw werd aan de westelijke flank, tussen de porticus en de Aula Regia, een lakenhalle, het Aachener Gewandhaus, gebouwd die door stadsarchitect Johann Joseph Couven in 1750 werd omgebouwd tot een komediehuis en tegenwoordig het door Gerhard Graubner gebouwde stadskantoor uit 1957 staat. Tussen de niet meer bestaande porticus en de gebouwdelen die de Domkreuzgang en de Domschatkamer herbergen, bevindt zich heden ten dage de Aachener Domsingschule.
De huidige bebouwing rond het Domhof heeft een gelijkaardige structuur als het eerdere Karolingische atrium aan de voorkant van de Pfalzkapelle.

## Stadsmuren van Aken
Terwijl de eerste binnenste stadsmuren van Aken rondom de bestaande gebiedsbebouwing werd opgericht en daardoor niet rond aangelegd kon worden, kon de tweede, buitenste stadsmuur groter worden aangelegd. Zo was het mogelijk om een bijna cirkelvormig bouwwerk op te richten. Deze werd zo opgericht dat de Karolingische constructie van de Akense koningspalts met de Aula Regia (nu het stadhuis) en de Pfalzkapelle (nu de dom) rondom het Karolingische atrium (nu de Katschhof) zich in het centrum bevond. Het grootste deel van het gebied dat door de buitenste stadsmuur omsloten werd tot in de 19e eeuw agrarisch gebruikt en alleen aan de hoofduitvalswegen bestond er bebouwing.